# Huỳnh Văn Tới
Huỳnh Văn Tới (sinh ngày 18 tháng 9 năm 1959) là phó giáo sư, tiến sĩ ngành Lịch sử văn hóa, giảng viên đại học và chính trị gia người Việt Nam. Ông nguyên là Chủ tịch Ủy ban Mặt trận Tổ quốc Việt Nam tỉnh Đồng Nai (đến ngày 1 tháng 10 năm 2019).

## Tiểu sử
Huỳnh Văn Tới sinh ngày 18 tháng 9 năm 1959, tại huyện Nhơn Trạch, tỉnh Đồng Nai.
Ông đã bảo vệ Luận án Tiến sĩ chuyên ngành Lịch sử văn hóa tại Viện Văn hóa nghệ thuật Việt Nam.
Ông đã được phong hàm Phó giáo sư năm 2014.
Ông từng giảng dạy tại Trường Đại học Khoa học Xã hội và Nhân văn Thành phố Hồ Chí Minh, Trường đại học Văn hóa Thành phố Hồ Chí Minh.
Từ năm 1998, ông là ủy viên Ban Chấp hành Đảng bộ tỉnh Đồng Nai, được Hội đồng nhân dân tỉnh Đồng Nai bầu giữ chức vụ Phó Chủ tịch Ủy ban nhân dân tỉnh, phụ trách mảng văn hóa xã hội.
Năm 2005, ông được bầu vào Ban Thường vụ Tỉnh ủy, giữ chức vụ Trưởng Ban Tuyên giáo Tỉnh ủy Đồng Nai suốt 2 nhiệm kỳ (2005-2010, 2010-2015).
Năm 2006, Huỳnh Văn Tới là một trong 16 đại biểu của đoàn Đồng Nai tham dự Đại hội Đảng Cộng sản Việt Nam toàn quốc lần thứ X..
Ông cũng là đại biểu của Đồng Nai dự Đại hội đại biểu toàn quốc Đảng Cộng sản Việt Nam liên tiếp 3 kỳ đại hội, gồm Đại  hội lần thứ X, Đại hội lần thứ XI và Đại hội lần thứ XII.
Năm 2015, ông là Chủ tịch Ủy ban Mặt trận Tổ quốc Việt Nam tỉnh Đồng Nai.
Từ ngày 1 tháng 10 năm 2019, ông chính thức nghỉ hưu.
Hiện nay, PGS.TS Huỳnh Văn Tới là Ủy viên Hội đồng trường của Trường đại học Văn hóa Thành phố Hồ Chí Minh.

## Phong tặng
- Giải thưởng hội văn nghệ dân gian Việt Nam (Giải 3 năm 1999, công trình Bản sắc văn hóa dân tộc Đồng Nai).